# Поліноми Бернштейна
Поліноми Бернштейна — алгебраїчні поліноми, що є лінійною комбінацією базисних поліномів Бернштейна. Названі на честь українського математика Сергія Бернштейна, який вперше їх вивчав у зв'язку з доведенням теореми Стоуна — Веєрштрасса. Поліноми широко використовуються у обчислювальній математиці, теорії ймовірностей, комп'ютерній графіці, зокрема для визначення кривих Без'є.

## Визначення
(n + 1) базисний поліном Бернштейна степеня n визначається формулами:
{\displaystyle b_{k,n}(x)={\binom {n}{k}}x^{k}(1-x)^{n-k},\qquad k=0,\ldots ,n.}
де {\displaystyle {\binom {n}{k}}} — біноміальний коефіцієнт.
Базисні поліноми Бернштейна степеня n утворюють базис для лінійного простору {\displaystyle \Pi _{n}} поліномів степеня n.
Лінійна комбінація базисних поліномів Бернштейна
{\displaystyle B_{n}(f;x)=B_{n}(x)=\sum _{k=0}^{n}f\left({\frac {k}{n}}\right)b_{k,n}(x)}
називається поліномом Бернштейна степеня n.
Коефіцієнти {\displaystyle f\left({\frac {k}{n}}\right)} називаються коефіцієнтами Бернштейна.

## Приклади
базисні поліноми Бернштейна найменших степенів мають вигляд:
{\displaystyle b_{0,0}(x)=1\,}
{\displaystyle b_{0,1}(x)=1-x\,}
{\displaystyle b_{1,1}(x)=x\,}
{\displaystyle b_{0,2}(x)=(1-x)^{2}\,}
{\displaystyle b_{1,2}(x)=2x(1-x)\,}
{\displaystyle b_{2,2}(x)=x^{2}\ .}

## Властивості
- Розбиття одиниці:

{\displaystyle \sum _{i=0}^{k}B_{i,n}(x)=1},
- Невід'ємність на інтервалі від 0 до 1:

{\displaystyle B_{k,n}(x)\geq 0,\in [0,1]},
- Рекурентні відношення:

{\displaystyle B_{k,n}(x)=(1-x)B_{k,n-1}(x)+xB_{k-1,n-1}(x)}.
- Симетрія:

{\displaystyle B_{k,n}(x)=B_{n-k,n}(1-x)}
- Добуток поліномів:

{\displaystyle B_{k,n}(x)B_{j,m}(x)} {\displaystyle ={\frac {{n \choose k}{m \choose j}}{{n+m} \choose {k+j}}}B_{k+j,n+m}(x)}
- Похідна:

{\displaystyle {\frac {d}{dt}}B_{k,n}(x)=n\left(B_{k-1,n-1}(x)-B_{k,n-1}(x)\right)} де приймається {\displaystyle B_{i}^{n}(x)=0} для {\displaystyle i<0} чи {\displaystyle i>n}
- Лінійна комбінація поліномів вищих порядків:

{\displaystyle B_{k,n}(x)={\frac {n+1-k}{n+1}}B_{k,n+1}(x)+{\frac {k+1}{n+1}}B_{k+1,n+1}(x)}
- Локальний максимум:

{\displaystyle B_{k,n}(x)\,} має локальний максимум на проміжку {\displaystyle [0,1]\,} у точці {\displaystyle x={\frac {i}{n}}\,}. Дане значення рівне:
{\displaystyle \nu ^{\nu }n^{-n}(n-\nu )^{n-\nu }{n \choose \nu }.}

## Вираженняxk{\displaystyle x^{k}}через поліноми Бернштейна
Для вираження звичайних степенів через поліноми Бернштейна справедлива формула:
{\displaystyle x^{k}=\sum _{i=k}^{n}{\frac {i(i-1)\ldots (i-k+1)}{n(n-1)\ldots (n-k+1)}}B_{i}^{n}(x),~n\geq 3}

## Апроксимація неперервних функцій
Нехай f(x) — неперервна функція на інтервалі [0, 1]. Розглянемо поліноми Бернштейна:
{\displaystyle B_{n}(f)(x)=\sum _{\nu =0}^{n}f\left({\frac {\nu }{n}}\right)b_{\nu ,n}(x).}
Тоді:
{\displaystyle \lim _{n\rightarrow \infty }B_{n}(f)(x)=f(x)}
рівномірно на проміжку [0, 1].